# Rojales
Rojales è un comune spagnolo in provincia di Alicante (Costa Blanca), nella Comunità Valenciana. La maggior parte degli abitanti vive nella località residenziale di Ciudad Quesada, considerata la roccaforte degli svizzeri sulla Costa Bianca.
Più del 70% della popolazione di Rojales è composta da stranieri, rendendolo il secondo comune spagnolo per numero di stranieri.